# Allomedeia xanthodes
Allomedeia xanthodes är en tvåvingeart som beskrevs av Julia J. Mlynarek och Wheeler 2010. Allomedeia xanthodes ingår i släktet Allomedeia och familjen fritflugor. Inga underarter finns listade i Catalogue of Life.